# Orthodoxe Kirche (Druskininkai)

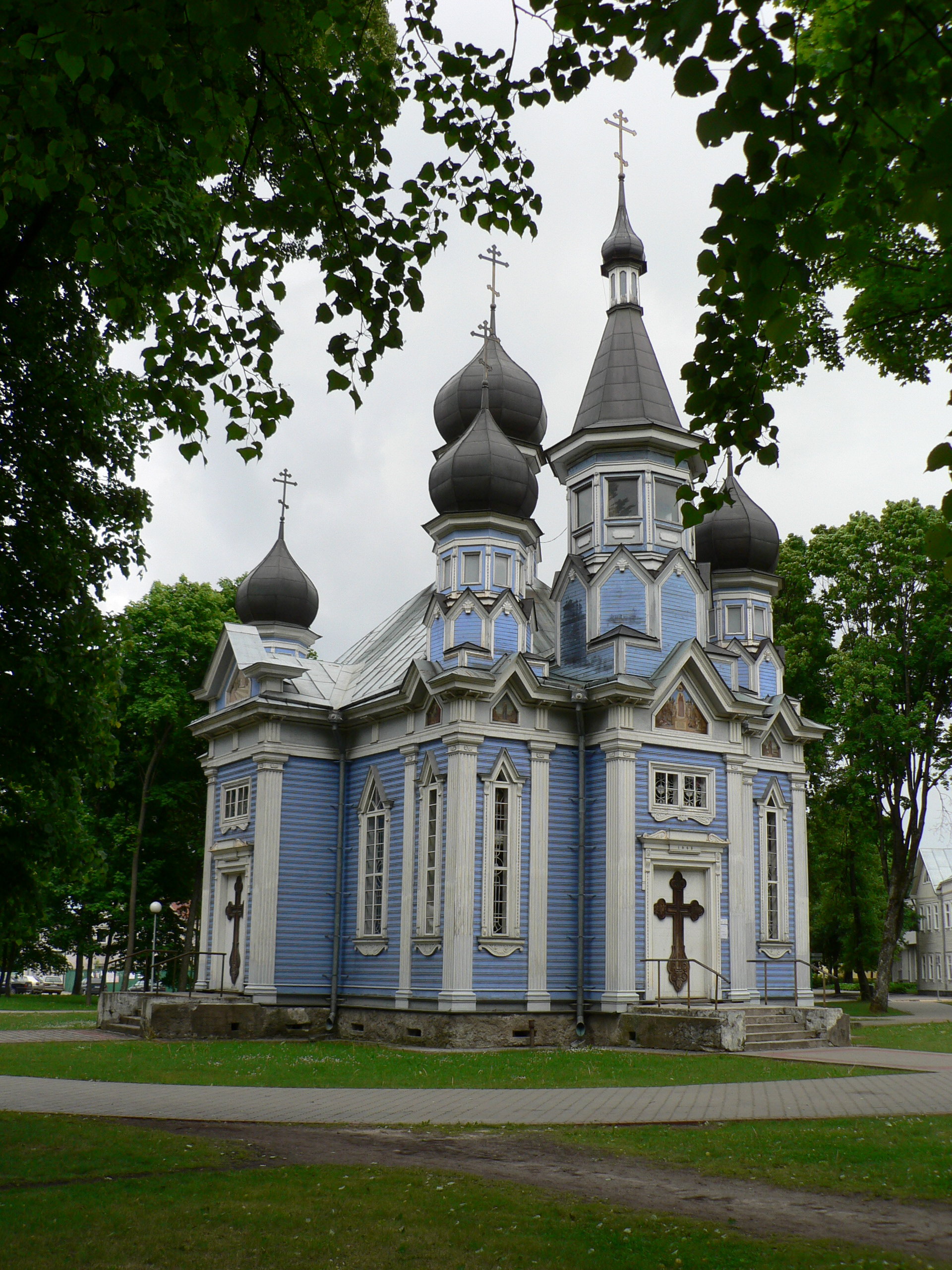
Außenansicht

Die Kirche der Gottesmutterikone „Freude für alle Bekümmerten“ ist eine russisch-orthodoxe Holzkirche in der litauischen Stadt Druskininkai.

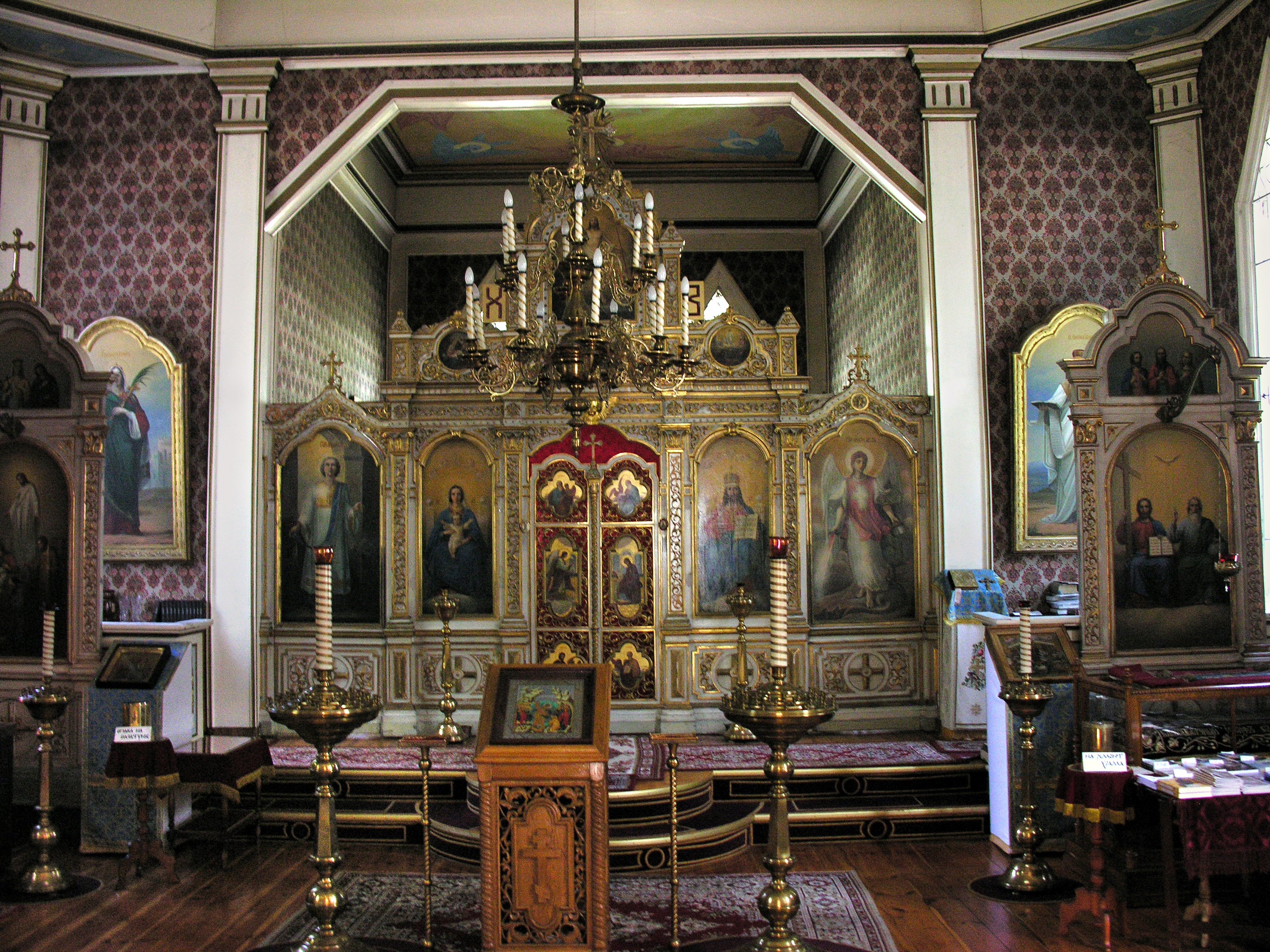
Innenansicht

Sie wurde zwischen 1861 und 1865 erbaut, nachdem der Ort ein bekannter Kurort für Russen geworden war. Der Hauptspender für den Kirchenbau war Michail Illarionowitsch Kutusow. Seine Enkelin Iekaterina sponserte die Ikonostase. Die Region wurde während des Ersten Weltkriegs von den Polen besetzt und entwickelte sich zum Zentrum für weißrussische Emigranten.
Die Kirche wurde 1944 von der Sowjetunion geschlossen, aber bereits 1947 wiedereröffnet und bereits zehn Jahre später renoviert. Ende der 1980er Jahre, in der Sowjetzeit, wurde sie erneut renoviert.
Die Kirche ist außen blau gestrichen. Diverse Ikonen und religiöse Bilder unterstreichen den prachtvollen Innenraum der Kirche.